# W. S. Van Dyke
Pour les articles homonymes, voir Van Dyke.

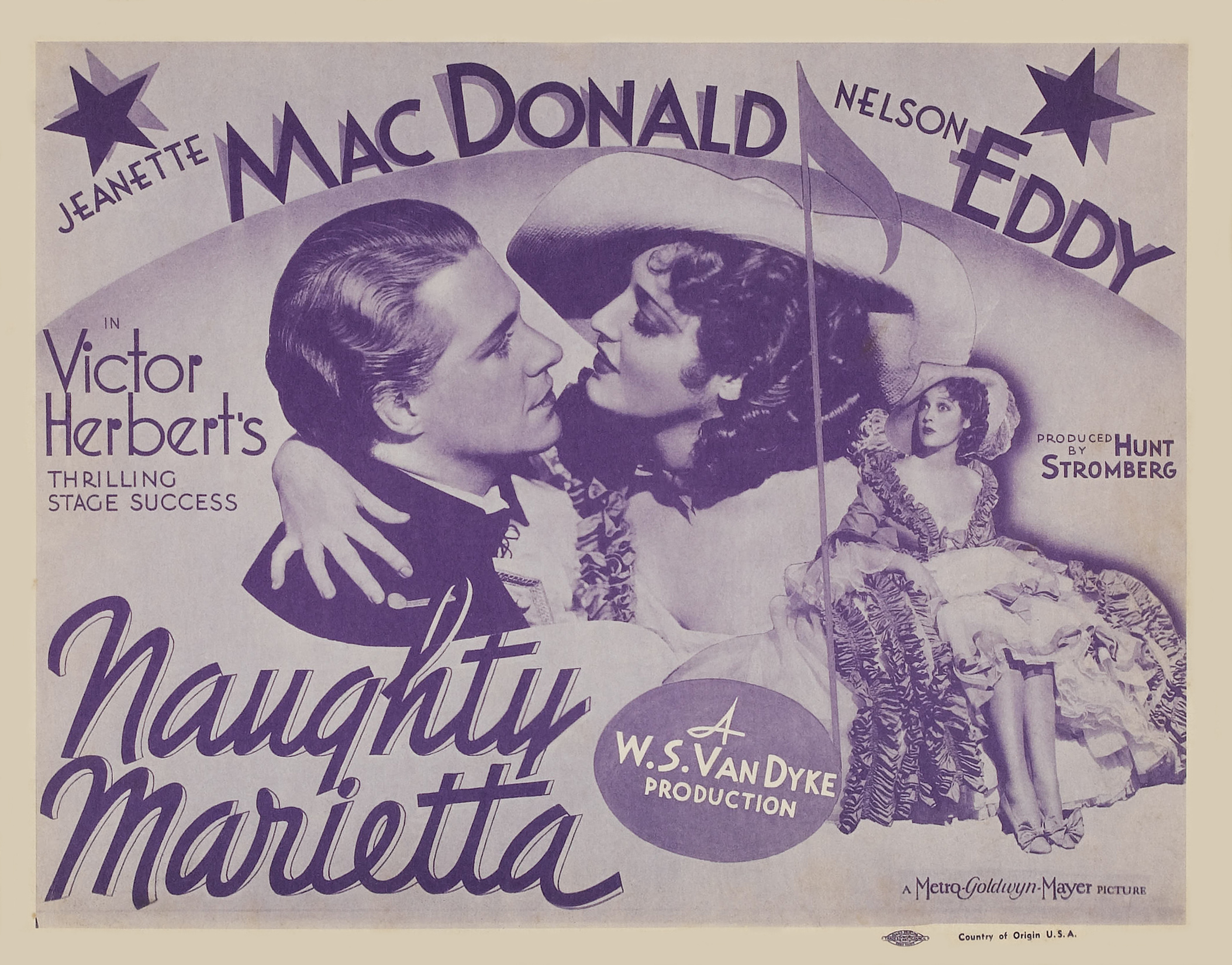
La Fugue de Mariette (1935).

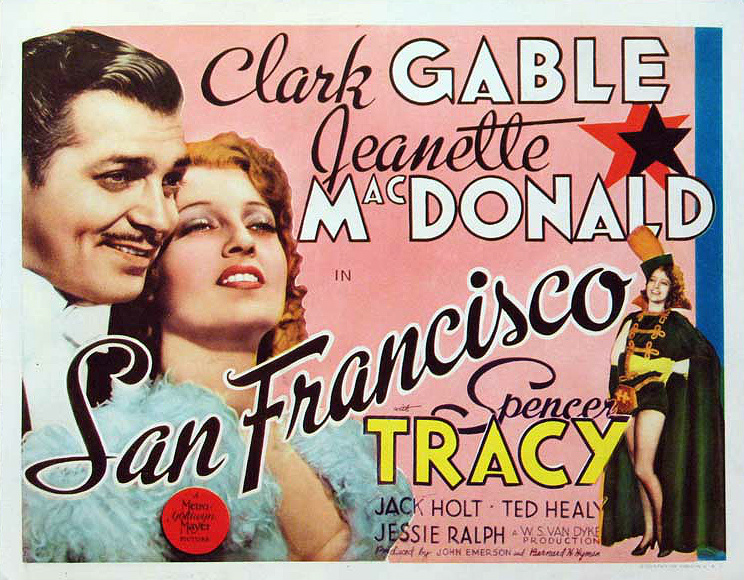
San Francisco (1936).

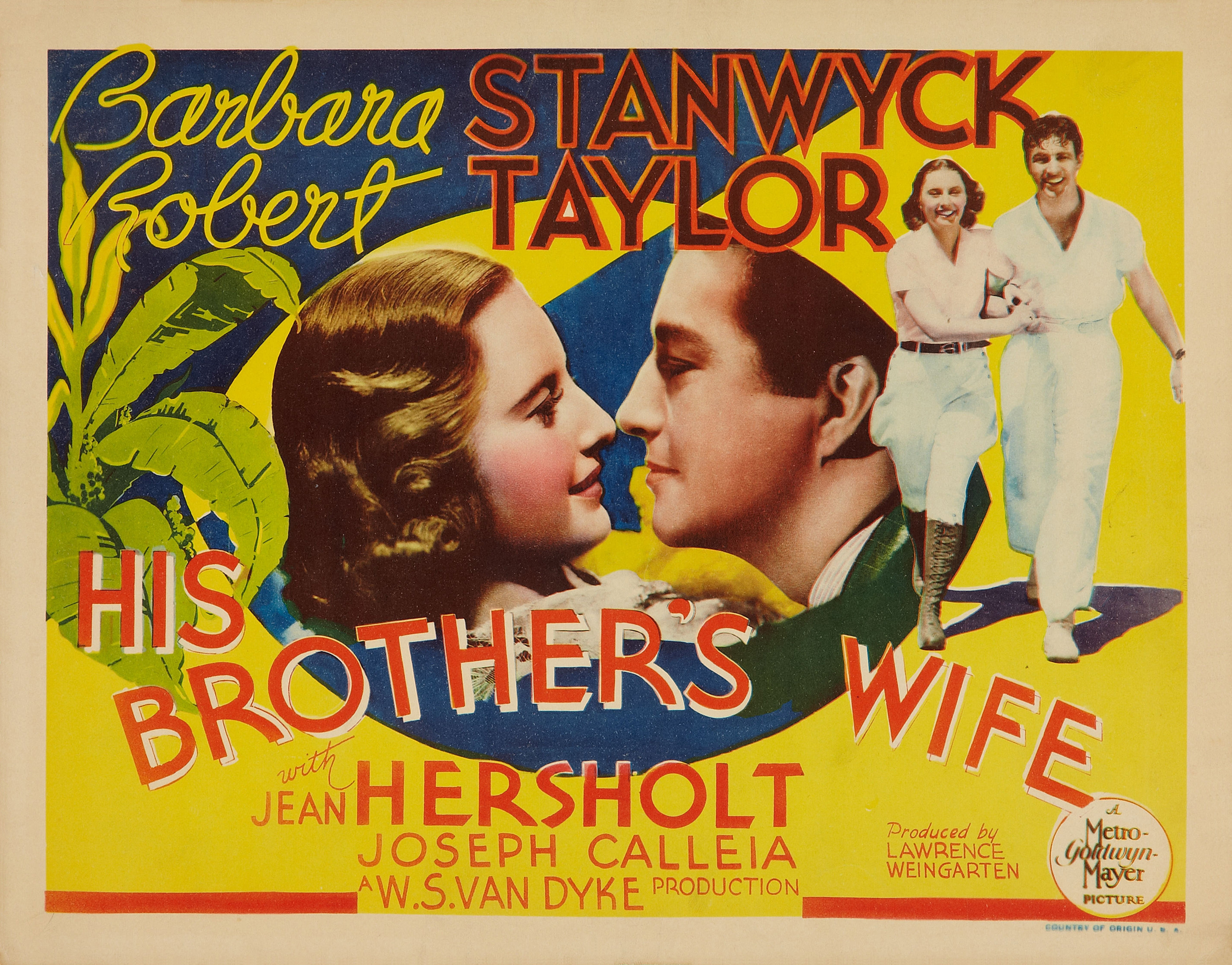
La Fièvre des tropiques (1936).

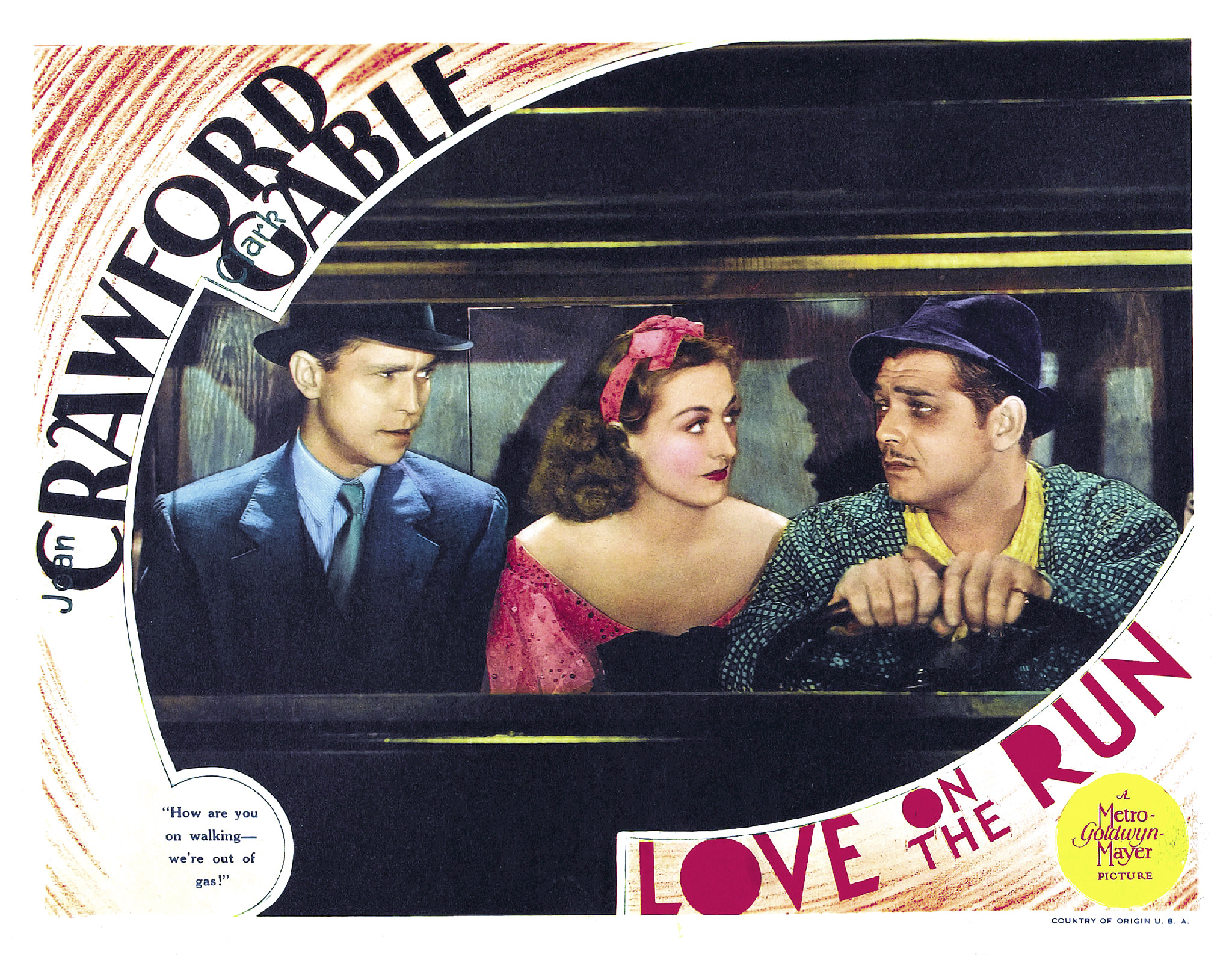
Loufoque et Cie (1936).

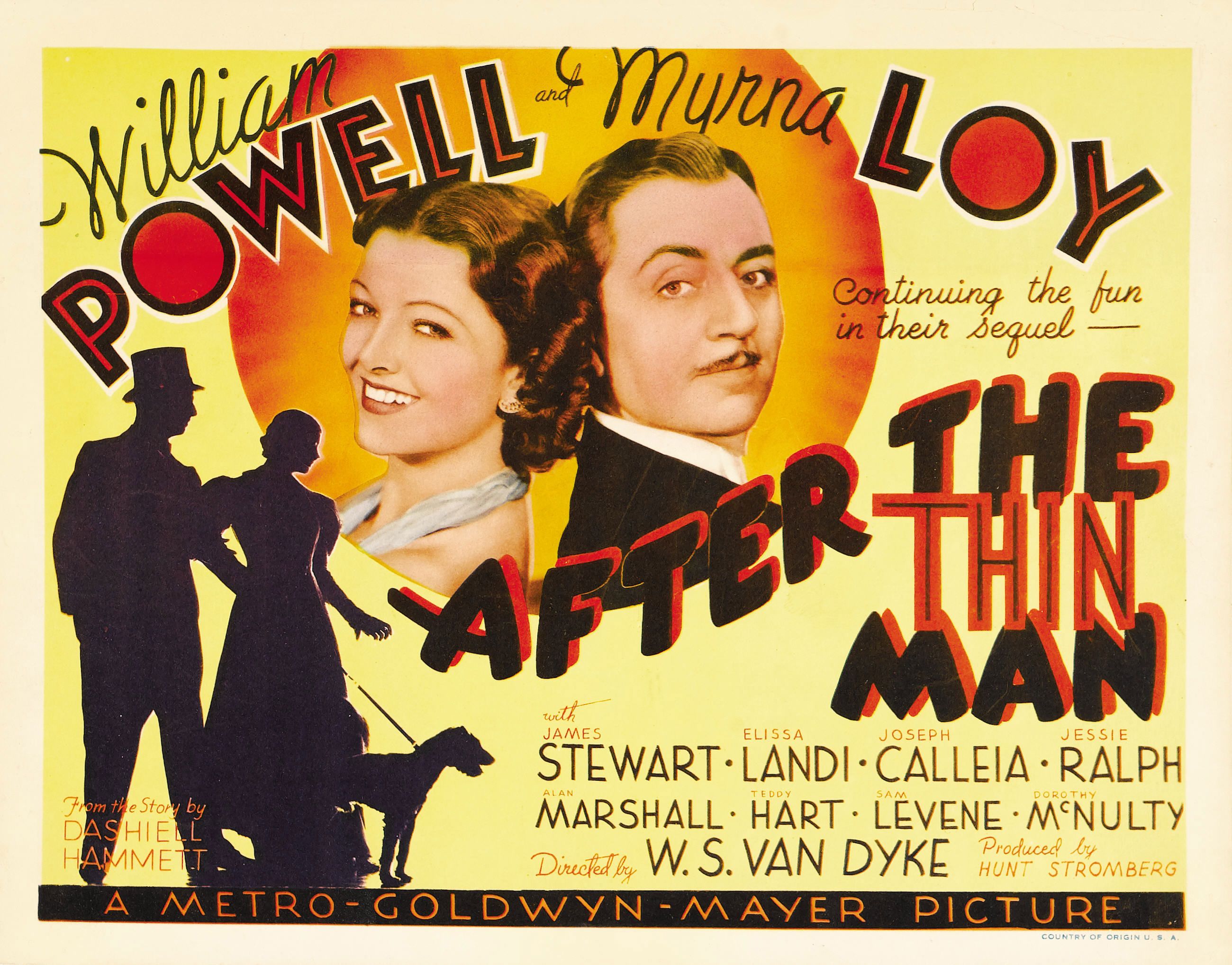
Nick, gentleman détective (1936).

W. S. Van Dyke ou Woodbridge Strong Van Dyke II est un réalisateur américain, né le 21 mars 1889 à San Diego, en Californie (États-Unis), et mort par suicide, le 5 février 1943, à Brentwood, en Californie. Il est parfois surnommé « One shoot Woody » (litt. « Woody-une-seule-prise »).

## Biographie

### Enfance
Né le 21 mars 1889 à San Diego, en Californie, Woodbridge Strong Van Dyke II est le fils de l’avocat Woodbridge Strong Van Dyke premier du nom et de la pianiste de concert Laura Winston. Il est issu d’une vieille famille de souche hollandaise dans laquelle on retrouve déjà des artistes et des hommes de lettres renommés. Ainsi, on retrouve parmi ses cousins le critique d’art John Charles Van Dyke (en), et le diplomate et académicien Henry Van Dyke. Notons également parmi ses ancêtres le pédagogue William C. Woodbridge (en) ainsi que le mathématicien Théodore Strong (en), ces ancêtres lui valant son prénom.
Son père, Van Dyke Ier meurt seulement un jour après la naissance de son fils, à l’âge de 24 ans. Sa mère alors sans argent, s’engage dans une troupe de théâtre ambulante et « Woody » Van Dyke passe alors toute sa jeunesse parmi les saltimbanques voyageant d’une ville à l’autre. Dès 1892, il apparaît alors dans des pièces de théâtre et des mélos populaires. En 1903, il part vivre chez sa grand-mère à Seattle où il exercera toutes sortes de métiers (électricien, bûcheron, mineur, cheminot, matelot, mercenaire (au Mexique), ou encore chanteur de Music-hall) sans pour autant abandonner sa carrière théâtrale. Ainsi en 1907, il rejoint la nouvelle troupe de théâtre de sa mère, « The Laura Winston players » avec laquelle il effectuera plusieurs tournées à travers les États-Unis avec les compagnies de Vin Moore, Del Lawrence et avec Alexander Pantages par exemple.

### Premiers pas au cinéma
À l’automne 1915, il quitte les planches pour devenir assistant-réalisateur et scénariste chez Essanay à Chicago puis en Californie. Pour son premier travail, il seconde Charles Brabin sur The Raven (Le Corbeau), film basé sur l’œuvre d’Edgar Allan Poe. En 1916, l’acteur Charles Long, un ancien des « Laura Winston players » à D.W. Griffith. Van Dyke attire alors rapidement l’attention du célèbre réalisateur en coiffant les figurants d’Intolérance et devient alors chef-perruquier, puis assistant décorateur, et enfin assistant tout court. Il devient par la même occasion un ami intime de Griffith et apparaît même devant la caméra dans le film (il est un conducteur de char assyrien, un grand prêtre de Babylone, témoin des noces de Cana, victime de la Saint-Barthélemy, et cascadeur tombant des murs de la ville lors de l’assaut final). Une fois Intolérance terminé, il devient assistant de James Young à la Paramount puis réalisateur de western à petit budget.
En 1918, il est mobilisé en Europe mais ne participe pas aux combats à son grand regret.
En 1920, la Pathé lui confie Daredevil Jack (Jack-sans-peur) un sérial de quinze épisodes interprété par le champion de monde de boxe, Jack Dempsey. Ce dernier étant incapable de se battre « pour rire », ses adversaires ne se relèvent plus et Van Dyke doit généralement se contenter d’une seule prise faute de figurants valides. Il termine alors son sérial en un temps record. Il est alors cantonné aux sérials en devenant le réalisateur attitré de l’actrice Ruth Roland. Son exigence et son rythme forcené du travail lui valent rapidement la haine de l’actrice et une réputation d’« Action man » hors-série dont il aura des difficultés à se défaire. Van Dyke est également un excellent cavalier, et tireur d’élite et égale bien souvent ses cascadeurs en termes de prouesses. Son passage par la réalisation de sérial lui vaut d’être cité parmi « les trois meilleurs réalisateurs de sérial du cinéma muet » aux côtés de George B. Seitz et de Spencer Gordon Bennet par certains historiens du western américain.
En 1924, la Fox lui confie sept westerns avec Buck Jones. Il installe alors ses caméras dans le désert des Mojaves et tourne ses films en neuf jours au lieu de vingt-six. On parle même d’un film terminé en deux jours et deux nuits.
Mais le réalisateur ne se cantonne pas aux westerns et aborde avec succès jusqu’en 1928 d’autres genres comme le mélodrame (Living Lies, The Destroying Angel), le film de gangster (Beautiful sinner) la comédie (Half-a-dollar bill) la reconstitution historique (The Chicago fire) et le film de guerre (Under the black eagle).

### Carrière pour la Metro-Goldwyn-Mayer
En 1926, la Métro Goldwyn Mayer, nouvellement constituée sous l’égide de Louis B. Mayer et de Irving G. Thalberg, est la firme cinématographique la plus puissante au monde. La M.G.M produit alors principalement des mélodrames, des comédies mondaines et des fresques historiques mais ignore le genre mineur du « film de cowboy ». Or en 1924, la Paramount connaît une énorme succès avec son film The Covered Wagon, ambitieuse chronique de la ruée vers l’ouest réalisé par James Cruze et tournée entièrement en décors naturels avec de véritables « Peaux-Rouges ». Ce succès de la firme concurrente incite la MGM à se tourner vers ses premiers westerns, et dans ce dessein, Thalberg contacte Van Dyke à l’été 1926. Van Dyke transporte alors son matériel et son équipe dans le Wind River Indian Reservation (Wyoming) puis dans le Parc National de Jackson Hole (Yellowstone). Aucune scène ne sera tournée en extérieur. De véritables « Peaux-Rouges » apparaitront également à l’écran dans un souci d’authenticité. À cette occasion, le réalisateur se fait vite remarquer. Travaillant parfois sur deux projets à la fois, il livre deux films en trente jours à l’ahurissement général. Le long métrage Œil-de-faucon s'inscrit dans cette série de films. Résolument pro-indien, il donne le ton de cette série alors inhabituelle tant par la qualité que par les sujets et moyens à disposition.
C’est avec White Shadows in the South Seas (Ombres Blanches en France), adapté du roman éponyme de Frederick O’Brien, premier film entièrement tourné en Polynésie, et premier film sonore projeté en France, que Van Dyke s’impose comme un réalisateur de talent. À l’origine destiné à être réalisé en commun avec Robert J. Flaherty, ce dernier, à la suite de différends avec Van Dyke quitte rapidement le tournage, après n’avoir filmé que quelques scènes. Ce film qui parle d’exploitation coloniale, de racisme, et qui se termine sur un bouleversant constat d’échec est un grand succès aussi bien auprès du public que des critiques. Van Dyke que l’on connaissait pour être un réalisateur rapide et consciencieux s’avère également être un créateur sensible et poète. Déjà célèbre pour ses talents à filmer en extérieur, dans de véritables décors, Van Dyke obtient alors les faveurs d'Irving Thalberg qui confie par la suite au réalisateur d’autre projets d’ampleur tournés en extérieur. Ainsi en 1931, Van Dyke réalise Trader Horn, l’histoire d’un trafiquant d’ivoire irlandais qui a parcouru pendant plus de 40 ans le continent africain. Ce film, qui a nécessité des moyens ahurissants pour l’époque (trois millions de dollars alors qu’une production moyenne coûtait alors 325 000 dollars) fait encore un peu plus de Van Dyke ce « réalisateur aventurier » déjà reconnu. Par la suite il réalise également Tarzan, The Ape Man (Tarzan l’homme-singe), premier film sonore de Tarzan encore aujourd’hui considéré parmi l'un des meilleurs Tarzan au cinéma. Van Dyke intègre alors à son film des plans inutilisés de Trader Horn et tourne le restant des scènes dans un décor de jungle recréé dans la région du lac Sherwood. C’est aussi le premier film avec Johnny Weissmuller dans le rôle-titre, le champion olympique de natation devenant par la suite l’incarnation même du personnage qu’il jouera pas moins de onze fois jusqu’en 1948.
Après deux films policiers, et une comédie, le réalisateur que l’on sait membre actif de l’ « International Adventurer’s Club », de l’« Explorer’s Club of New York » ou encore de la « Royal Geographic Society » se lance une nouvelle fois dans une entreprise qui mêle cinéma et aventure avec Eskimo, adaptation du roman de l’explorateur danois Peter Freuchen. Après Ombres Blanches et Trader Horn, Van Dyke traite à nouveau de l’histoire d’un paradis menacé, d’une pureté que l’Occidental s’acharne à détruire par méchanceté, rancœur ou incompréhension. Cette fois-ci, l’histoire se déroule au Groenland, mais sera tournée en Alaska, les 4 mois d’obscurité du Groenland rendant le tournage impossible. Les conditions extrêmes du tournage ont failli coûter la vie à Van Dyke et son équipe mais le film, projeté en 1934, connut un immense succès à sa sortie. Toutefois, Van Dyke, résolu à ne plus recommencer pareille aventure, fit ajouter une clause à son contrat lui permettant désormais de refuser de tourner des films dans des endroits trop dangereux pour lui ou son équipe.
Par la suite, l’infrastructure de la MGM permet un contrôle plus strict des réalisateurs et Van Dyke se résigne alors à tourner ce que les dirigeants de la Metro lui confient. Les films qu'il réalise sont néanmoins pour la plupart des succès au box-office, à l'image Manhattan Melodrama en 1934 (L'Ennemi public no 1 en France) un film de gangster avec Clark Gable qui obtient un immense succès après la mort du gangster John Dillinger qui était sorti de son repaire à Chicago pour regarder l’œuvre et l'actrice Myrna Loy dont il est fou amoureux et qu'il veut rencontrer à tout prix. Obnubilé par son projet de guetter le passage de Myrna Loy à Chicago afin de l'emmener dans l'une de ses cachettes, il oublie toute prudence et tombe dans un guet-apens organisé par les agents du FBI. Peu de temps après, Myrna Loy reproche à la production l'exploitation de sa mort pour la promotion du film tout en cachant sa fascination pour le gangster au point d'être tentée d'aller à Chicago pour se laisser aborder par lui discrètement ,,,,,. Il tourne  The Thin Man en 1934 (L'introuvable en France), Hide Out (Jours Heureux) en 1935, San Francisco en 1936 ou encore The Devil is a Sissy (Au seuil de la vie) en 1936.
Économiquement parlant, W.S. Van Dyke est alors au sommet de sa gloire, étant le cinéaste le mieux payé de la M.G.M. et même le mieux payé de tout Hollywood après Frank Capra. Mais la lente éviction, puis la disparition de Thalberg, le 14 septembre 1936, laisse la M.G.M. aux mains de Louis B. Mayer. Van Dyke est désormais bien souvent cantonné à des productions sophistiquées destinées à mettre en valeur les stars du moment ou à reprendre des productions inachevées. On peut retenir de cette période des films comme They gave him a gun (On lui donna un fusil) en 1937 ou encore Marie-Antoinette en 1938, film tourné à l'occasion du 15e anniversaire de la M.G.M. imaginé par Thalberg avant sa mort pour sa femme Norma Shearer.

### Mort
Dans la seconde moitié de 1942, malgré un cancer et un cœur malade, Van Dyke réussit à réaliser un dernier film, Journey for Margaret, dont la première eut lieu à New York le 17 décembre 1942.
Van Dyke avait refusé la plupart des traitements et des soins médicaux durant ses dernières années. Après la sortie mondiale de Journey for Margaret, il se suicide, le 5 février, à Brentwood, quartier de Los Angeles. Il est inhumé au cimetière du parc commémoratif Forest Lawn de Glendale, près de sa mère, Laura Winston. Selon sa volonté, Jeanette MacDonald et Nelson Eddy chantent et officient à son enterrement.

## Filmographie
- 1916 : Oliver Twist (assistant réalisateur, acteur)
- 1916 : Unprotected (assistant réalisateur)
- 1917 : The Land of Long Shadows
- 1922 : L'Enfant sacrifiée (Forget Me Not)
- 1924 : Winner Take All
- 1925 : Le Hors-la-loi (Hearts and Spurs)
- 1926 : War Paint
- 1927 : Les Écumeurs du Sud (Winners of the Wilderness)
- 1927 : Eyes of the Totem (en)
- 1927 : California
- 1928 : Wyoming
- 1928 : Ombres blanches (White Shadows in the South Seas)
- 1928 : Under the Black Eagle
- 1928 : Riders of the Dark de Nick Grinde (scénariste)
- 1929 : Chanson païenne (The Pagan)
- 1931 : Trader Horn
- 1931 : Guilty Hands
- 1931 : Rumba d'amour (The Cuban love Song)
- 1932 : Night Court
- 1932 : Tarzan, l'homme singe (Tarzan the ape man)
- 1933 : Penthouse
- 1933 : Un cœur, deux poings (The Prizefighter and the Lady)
- 1933 : Eskimo
- 1934 : L'Ennemi public no 1 (Manhattan Melodrama)
- 1934 : L'Introuvable (The Thin Man)
- 1934 : Laughing Boy
- 1934 : Souvent femme varie (Forsaking all others)
- 1935 : Vivre sa vie (I Live My Life)
- 1935 : La Fugue de Mariette (Naughty Marietta)
- 1936 : Rose-Marie
- 1936 : San Francisco
- 1936 : La Fièvre des tropiques (His Brother's Wife)
- 1936 : Au seuil de la vie (The Devil Is a Sissy)
- 1936 : Loufoque et Cie (Love on the run)
- 1936 : Nick, gentleman détective (After the thin Man)
- 1937 : Valet de cœur (Personal Property)
- 1937 : On lui donna un fusil (They Gave Him a Gun)
- 1937 : Rosalie
- 1938 : Marie-Antoinette
- 1938 : Amants (Sweethearts)
- 1939 : Le monde est merveilleux (It's a Wonderful World)
- 1939 : André Hardy s'enflamme (Andy Hardy gets spring fever)
- 1939 : Nick joue et gagne (Another Thin Man)
- 1939 : Trafic d'hommes (Stand up and fight)
- 1940 : Cette femme est mienne (I Take This Woman)
- 1940 : Monsieur Wilson perd la tête (I love you again)
- 1940 : Chante mon amour (Bitter Sweet)
- 1941 : La Proie du mort (Rage in heaven)
- 1941 : The Feminine Touch
- 1941 : L'Ombre de l'Introuvable (Shadow of the Thin Man)
- 1942 : Ma femme est un ange (I Married an Angel)
- 1942 : Cairo
- 1942 : Journey for Margaret

## Écrits
- Horning into Africa, California Graphic Press, Los Angeles, 1931
- Rx. for a Thin Man, Stage, January 1937
- From House Opera to Epic, Cue, 16 mars 1937
- The Motion Picture and the next war, Hollywood Reporter, 8 juin 1936
- Dans les Mers du Sud avec le char du soleil, Ciné Magazine, mars 1930
- Addio alle avventure, Cinema, no 24, 1937

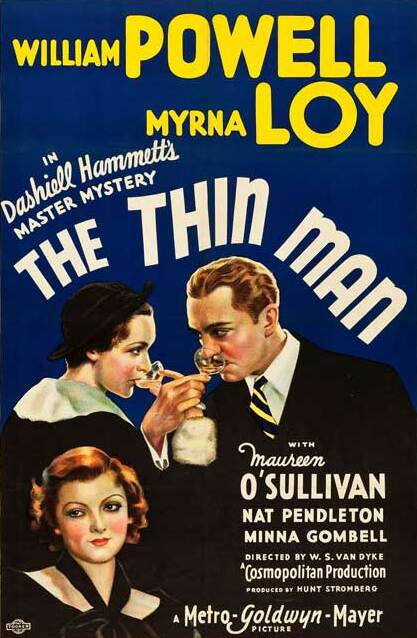
L'Introuvable (1934).
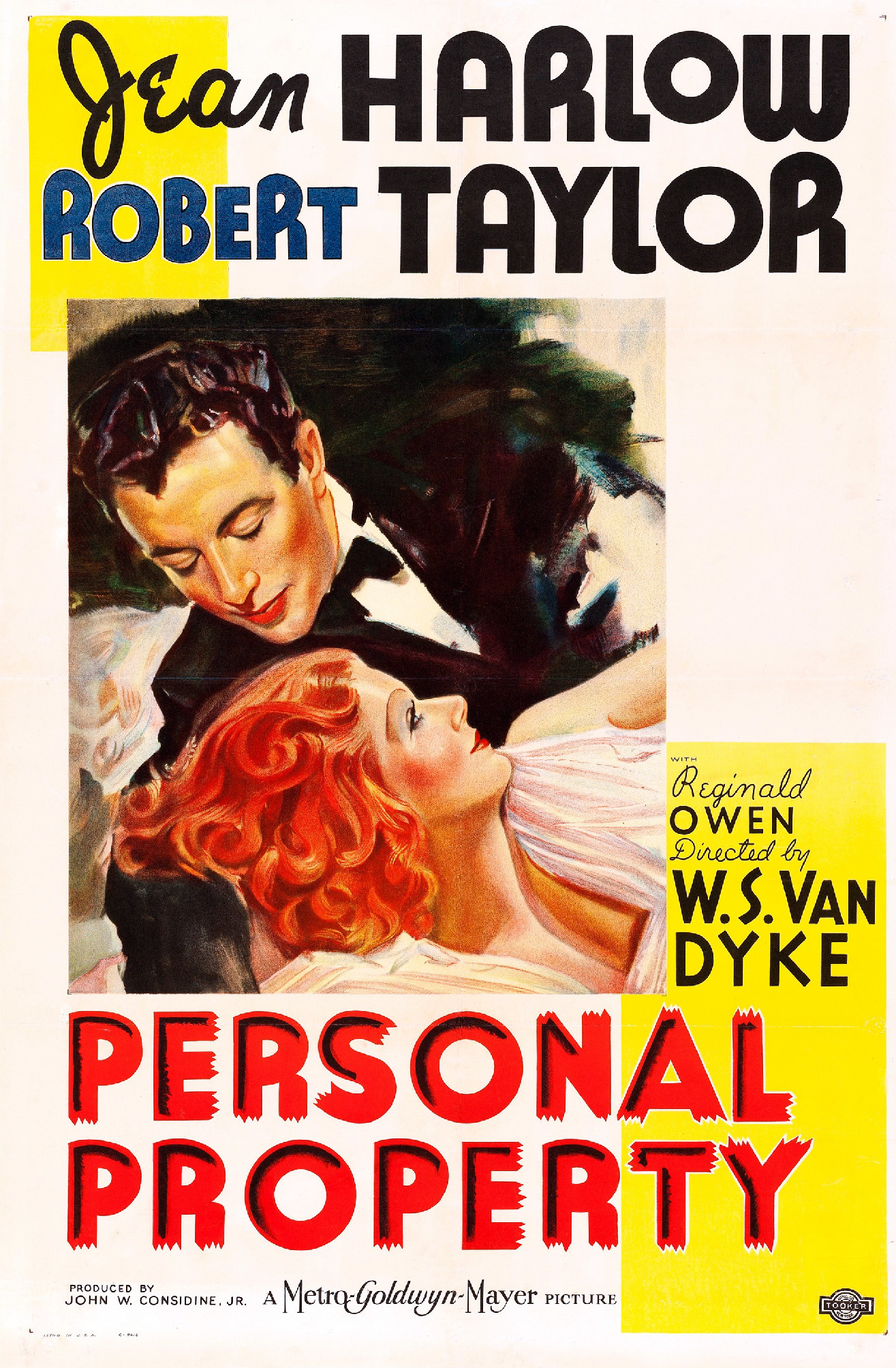
Valet de cœur (1937).
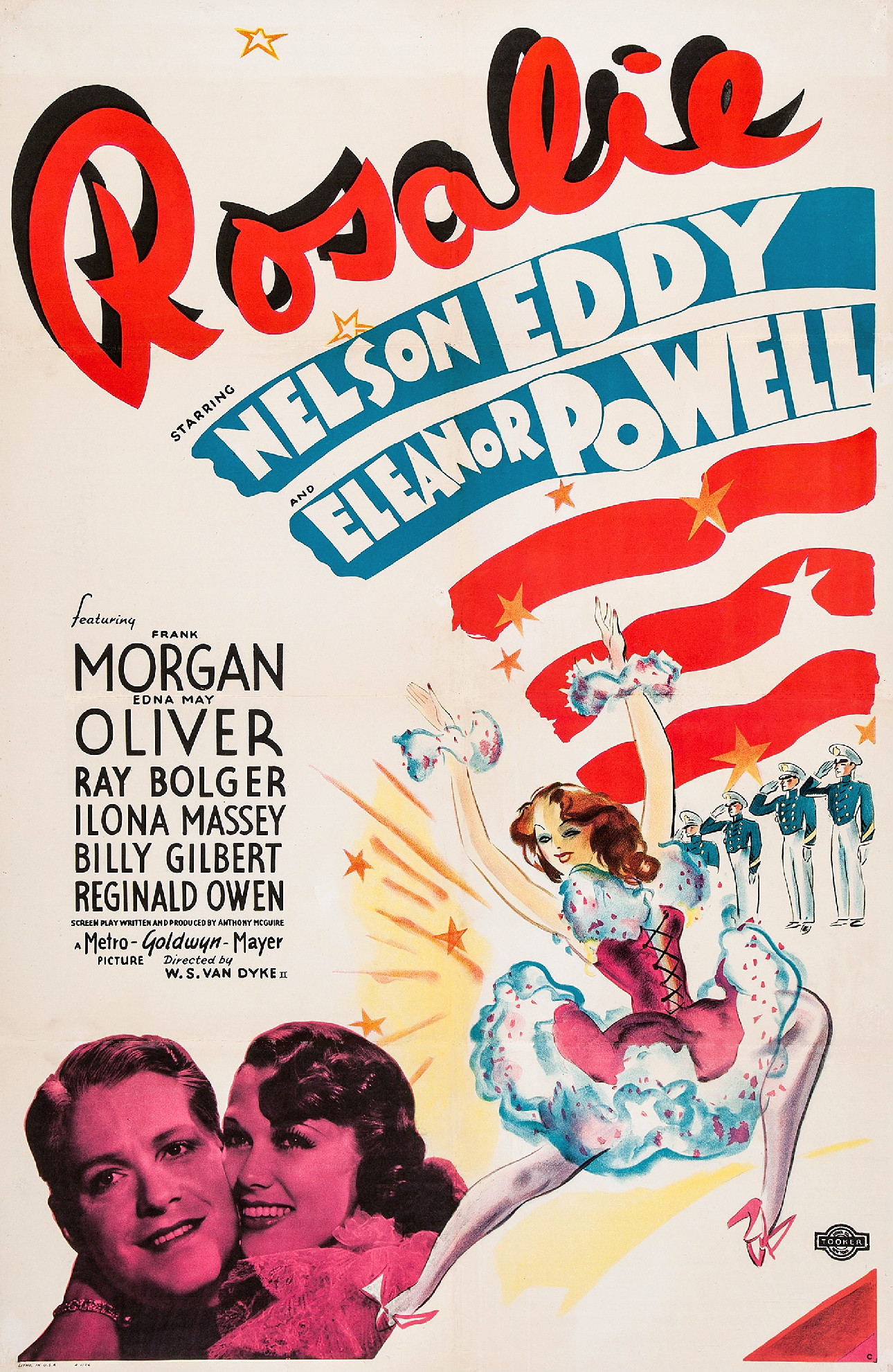
Rosalie  (1937).
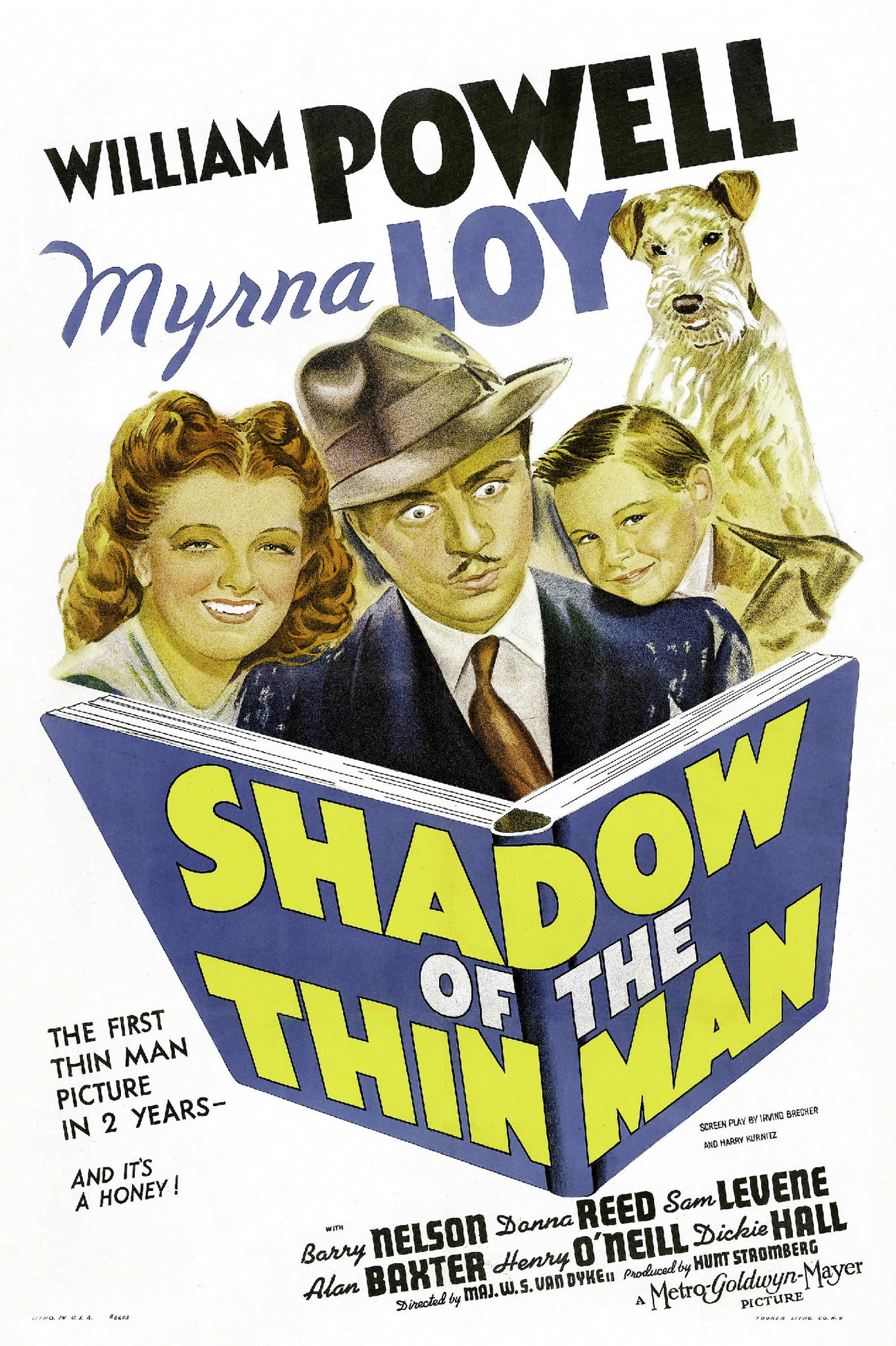
Rendez-vous avec la mort (1941).